# Myrsine squarrosa
Myrsine squarrosa är en viveväxtart som först beskrevs av Carl Christian Mez, och fick sitt nu gällande namn av M.F.Freitas och Kin.-gouv. Myrsine squarrosa ingår i släktet Myrsine och familjen viveväxter. Inga underarter finns listade i Catalogue of Life.